# Farkas János (pap)
Farkas János más formában Farkass (Szany, 1780. május 14. k. – Boncodfölde, 1825. december 30.) magyar római katolikus pap, az apátistvánfalvai Harding Szent István templom hetedik káplánja.
Csorna mellett született és Sopronban tanult. Huszonnégy éves korában szentelték fel, s Letenyén lett káplán, amit 1804-től 1805-ig betöltött. 1805 júliusától egészen 1806 márciusáig működött Apátistvánfalván bár nem nagyon beszélte az emberek vend nyelvjárását, sokkal inkább németül beszélt. 1806 áprilisától 1810 márciusáig Salamonvár, azt követően hét hónapig Rábahídvég. Boncodfölde papja 1811-től volt.